# Diplothyron fuscus
Diplothyron fuscus is een spinnensoort uit de familie hangmatspinnen (Linyphiidae). De soort komt voor in Venezuela.